# ميخائيل بي. بوغز
ميخائيل بي. بوغز هو محامي وسياسي أمريكي، ولد في 28 ديسمبر 1962 في لارغو في الولايات المتحدة. نشط حزبياً في الحزب الديمقراطي. وقد انتخب عضو مجلس نواب جورجيا ‏.